# Louis Frolla
Louis Frolla (monégasque : Lui̍ Frolla), né le 18 juin 1904 à Monaco commune où il est mort le 4 décembre 1978, est un ecclésiastique, historien, poète et écrivain monégasque, auteur d'un dictionnaire franco-monégasque.

## Travaux linguistiques
En 1960, l'abbé Louis Frolla publie une grammaire monégasque.
En 1963, il édite un dictionnaire français-monégasque, qui sera complété par la suite par un autre dictionnaire franco-monégasque, celui coécrit par Louis Barral et Suzanne Simone en 1983.